# Hans-Georg Schaible
Hans-Georg Schaible (* 16. September 1952 in Rottweil) ist ein deutscher Mediziner und Neurophysiologe. Er ist Direktor des Instituts für Physiologie I der Medizinischen Fakultät der Friedrich-Schiller-Universität Jena sowie Professor für Physiologie und als solcher verantwortlich für die vorklinische Ausbildung von Studenten der Humanmedizin und Zahnmedizin in Jena im Fach Physiologie.

## Leben
Schaible studierte Humanmedizin an den Universitäten Hamburg und Tübingen und promovierte 1978 mit einer Arbeit über Stoffwechseluntersuchungen in konserviertem Vollblut unter Zusatz von Magnesium-Aspartat zum Dr. med. Danach war er bis 1982 als Wissenschaftlicher Assistent an der Universität Kiel und anschließend bis 1987 als Akademischer Rat auf Zeit an der Universität Würzburg tätig. Dort habilitierte er sich 1986 und erhielt im gleichen Jahr den Deutschen Förderpreis für Schmerzforschung und Schmerztherapie. Mit einem Heisenbergstipendium forschte er von 1988 bis 1991 an den Universitäten in Edinburgh und Würzburg. Ab 1991 lehrte er als C3-Professor am Physiologischen Institut der Universität Würzburg, bis er 1996/1997 eine Vertretungsprofessur an der Universität Jena übernahm. 1997 wurde er dort zum C4-Professor berufen.
Ein Schwerpunkt von Schaibles Arbeit ist das Thema Schmerz und Schmerzentstehung, mit einem Fokus auf den neurobiologischen Grundlagen. Besonders beschäftigt er sich dabei mit dem Gelenkschmerz. Für seine Erforschung des Gelenkschmerzes wurde Schaible 2015 mit der Pauwels-Medaille ausgezeichnet. Er ist Mitglied der Deutschen Schmerzgesellschaft. Schaible gilt gemeinsam mit Robert F. Schmidt als Entdecker der für mechanische Reize normalerweise insensitiven, „schlafenden Nozizeptoren“, die erst durch pathophysiologische Prozesse des Gewebes aktiviert werden.

## Veröffentlichungen (Auswahl)
- mit Robert F. Schmidt (Hrsg.): Neuro- und Sinnesphysiologie. 4., überarb. und akt. Auflage. Springer, Berlin/Heidelberg 2001, ISBN 3-540-41347-2 (5., neu bearb. Auflage 2005).
- mit Peter Vaupel, Ernst Mutschler: Anatomie, Physiologie, Pathophysiologie des Menschen. 6., vollst. überarb. und erw. Auflage. Wissenschaftliche Verlagsgesellschaft, Stuttgart 2007, ISBN 978-3-8047-2342-9 (7., vollst. überarb. und erw. Auflage 2015).
- mit David T. Felson: Pain in Osteoarthritis. Wiley, New York 2009, ISBN 978-0-470-40388-4.
- (Hrsg.): Pain Control. Springer, Berlin 2015, ISBN 978-3-662-46449-6.